# Emicho Wildgraf de Kyrburg
Wildgraf Emicho, mort le 28 juillet 1311, est le 29e évêque de Frisingue de 1283 à 1311.

## Famille
Il est le fils de Emich, Wildgraf de Kyrburg (mort en 1289) et de sa femme Elisabeth de Montfort, fille du compte Hugo Ier de Montfort (de) et sœur de Heinrich Ier de Montfort (de), évêque de Chur (mort en 1272). Son père est le frère de Gérard Ier de Dhaun (de), archevêque de Mayence, de Heinrich, abbé de Saint-Maximin de Trèves, et de Conrad II de Frisingue, évêque de Frisingue.
Le frère d'Emicho, Frédéric Wildgraf de Kyrburg (de), est maître de la province de Haute-Allemagne de l'Ordre du Temple. Lui et ses autres frères Gerhard, Konrad, Godefrid et Hugo (chanoine de Mayence) sont mentionnés comme bienfaiteurs de la Commanderie du Temple de Kirchheim an der Weinstraße (de),.

## Biographie
En 1284, Emicho devient seigneur de Burgrain (de) avec le marché et le monastère d'Isen. En 1294, il devient comte de Partenkirchen et Mittenwald (comté de Werdenfels (en)). Il dissocie l'évêché du bailliage et du tribunal régional des ducs de Bavière, tandis que l'évêque de Frisingue devient le souverain de son diocèse.
La tête de Maure habituellement présente sur les armoiries des évêques de Frisingue en référence à l'immédiateté impériale, devient un Éthiopien couronné (caput aethiopis) pour la première fois en 1284 sur les armoiries d'Emicho.